# Архітектура культури Кукутень-Трипілля
Халколітична культура Кукутень-Трипілля у Східній Європі залишила після себе тисячі поселень, що датуються приблизно 6000-3500 роками до н.е., в яких містилося безліч археологічних артефактів, з культурними та технологічним особливостями.

## Техніка будівництва
Житла Кукутень-Трипільських поселень будувалися кількома способами:
- Плетені будинки.
- Зруби.
- Напівпідземні будинки які називають бурдеями.

Більшість будинків мали солом'яні дахи та дерев'яну підлогу, обмазану глиною. Археологи виділили два типи каркасів будинків, знайдених на поселеннях Кукутень-Трипіля. Один тип, який дещо нагадує стовпово-балочний, використовував рівномірно розподілені вилоподібні стовпи з колод, які частково були заглиблені вертикально в землю так, що вила розташовувалися вгорі і підтримували балки даху зверху. Інший тип каркасу використовував вертикальні балки діаметром 15-20 см (5,9-7,9 дюймів) або більше, які спиралися на горизонтальні фундаментні колоди, що були закріплені на ґрунті, а ті, в свою чергу, були закріплені на місці на поверхні ґрунту.
Деякі будинки Кукутені-Трипілля були двоповерховими. Археологічні дослідження показують, що представники цієї культури іноді прикрашали зовнішні стіни своїх будинків багатьма такими ж складними червоно-вохристими закрученими візерунками, які можна знайти на їхньому керамічному посуді.

Більшість стін збудовано в плетеному стилі. Будівництво цих будинків спочатку починалося зі встановлення на місці каркасу з більших колод (фото 1), який сприймав би вагу конструкції, а потім простір між цими брусами заповнювався «пліткою» з гнучких менших гілок і лози, сплетених разом, щоб утворити тонку гіллясту гратчасту сітку, яка потім кріпилася до міцних колод (фото 2). На цей плетений каркас наносили «мазню», виготовлену переважно з вологого глинистого ґрунту, хоча іноді з домішкою невеликих шматочків соломи та/або тваринного гною, щоб допомогти зберегти його структурну цілісність (фото 3). Мазку потрібно було прикладати з деякою силою до плетення, щоб воно частково проштовхувалася крізь гіллястий каркас, до якого вона прилипала. Іноді був лише один шар плетіння, а в інших випадках використовувалися два шари плетіння; один для внутрішньої, а інший для зовнішньої стіни. Мазку наносили на обидві сторони стіни, всередині та зовні (фото 4), створюючи готову стіну, товщина якої зазвичай становила близько 5 см (2 дюймів). Після нанесення його розгладжували перед висиханням, щоб створити повітро- та водонепроникний бар’єр проти зовнішнього впливу погоди та клімату (фото 5) . Після повного висихання мазка зазвичай фарбувалася вапном, щоб запобігти зараженню шкідниками. (Примітка: приклади фотографій, використані в цьому абзаці, взяті з веб-сторінки «Відтворення житлового будинку Кукутені», розміщеної в Археологічному парку Кукутені див. «Зовнішні посилання» внизу цієї статті).
Іноді стіни робили з горизонтально покладених брусів (подібно до зрубів ), які потім обмазували глиняною обмазкою. Було знайдено кілька прикладів, коли горизонтальні деревини, у свою чергу, були покриті шаром плетення. В інших випадках горизонтальні деревини покривалися шаром примітивно оброблених пиломатеріалів. За часів неоліту там не існувало стандартної практики будівництва стін, інколи, навіть у тому самому будинку, стіни будували з горизонтальних дерев’яних брусів, а інші покривали брусами або плетеними плитами.

Дахи кукутень-трипільських будинків покривали живим дерном або солом’яним очеретом. Форма будинку зазвичай була прямокутною, але деякі були викладені у формі «L». Деякі з будинків були розділені на окремі кімнати, а інші містили напіввідкритий функціональний простір або атріум. Багато будинків були двоповерховими.

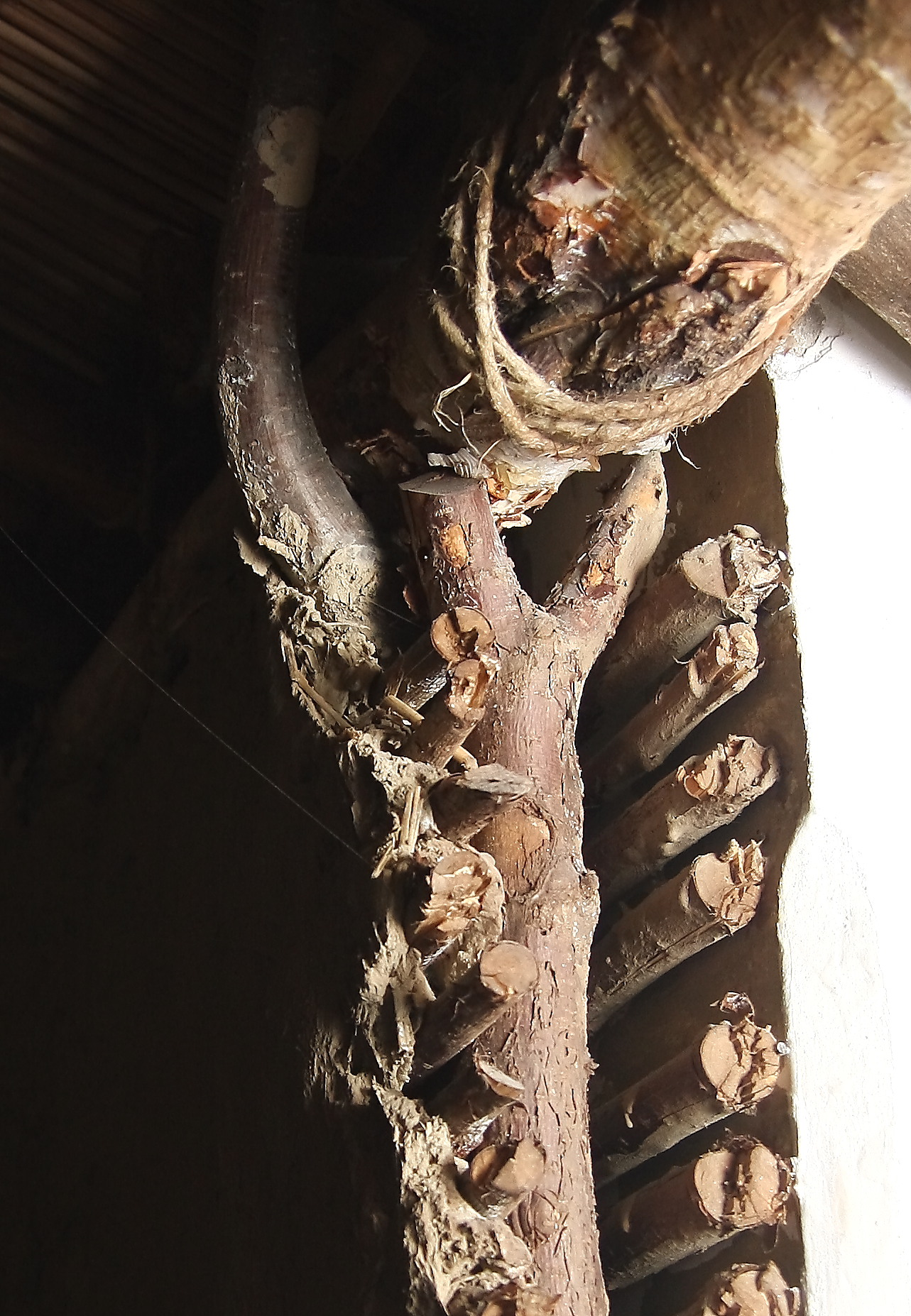
Деталь стовпа вилки, що тримає балку даху, з виявленими шарами плетення
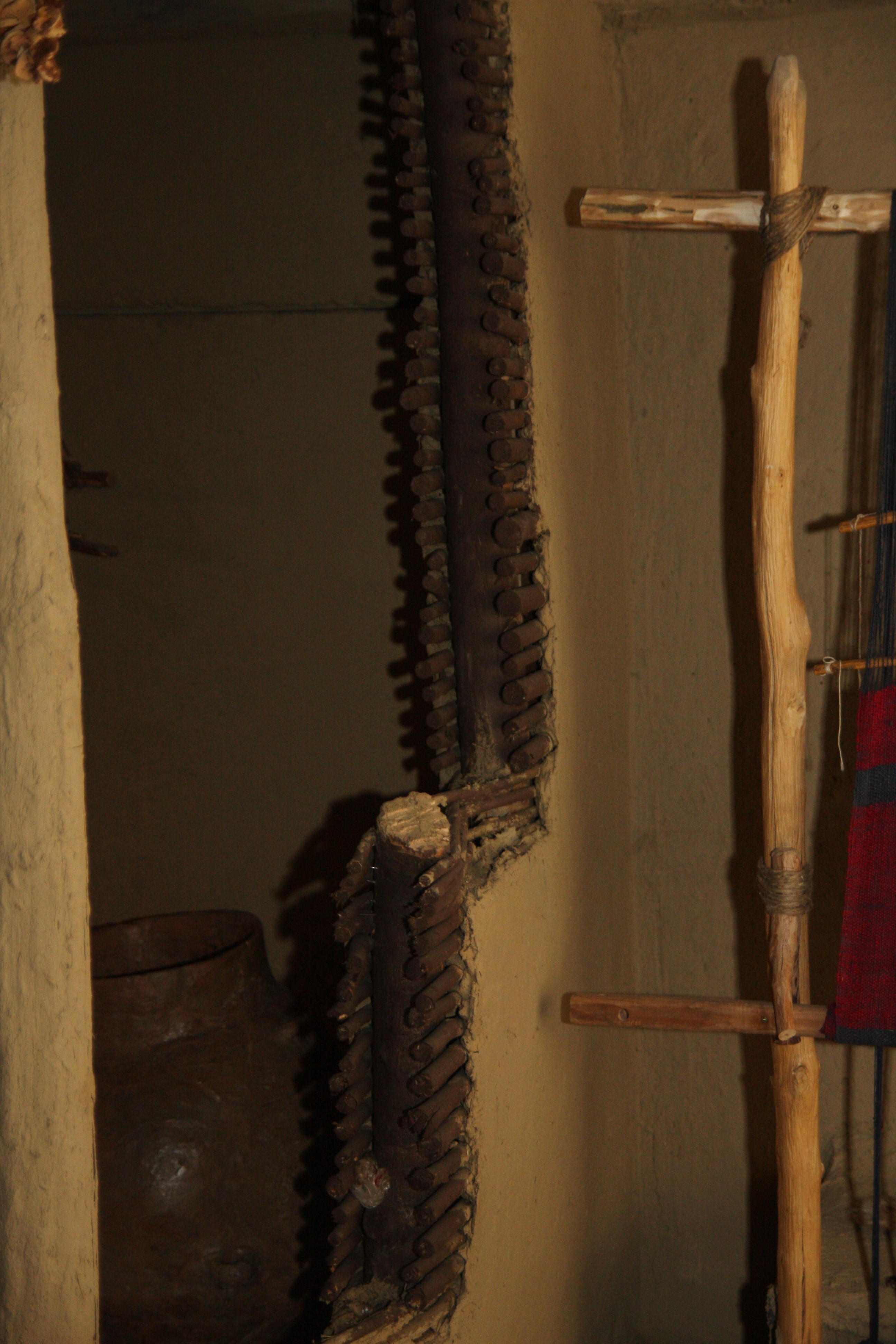
Реконструкція стіни, на якій зображено стіну з двома шарами плетеної мазі, покладеної поверх стовпа дерев’яного каркасу
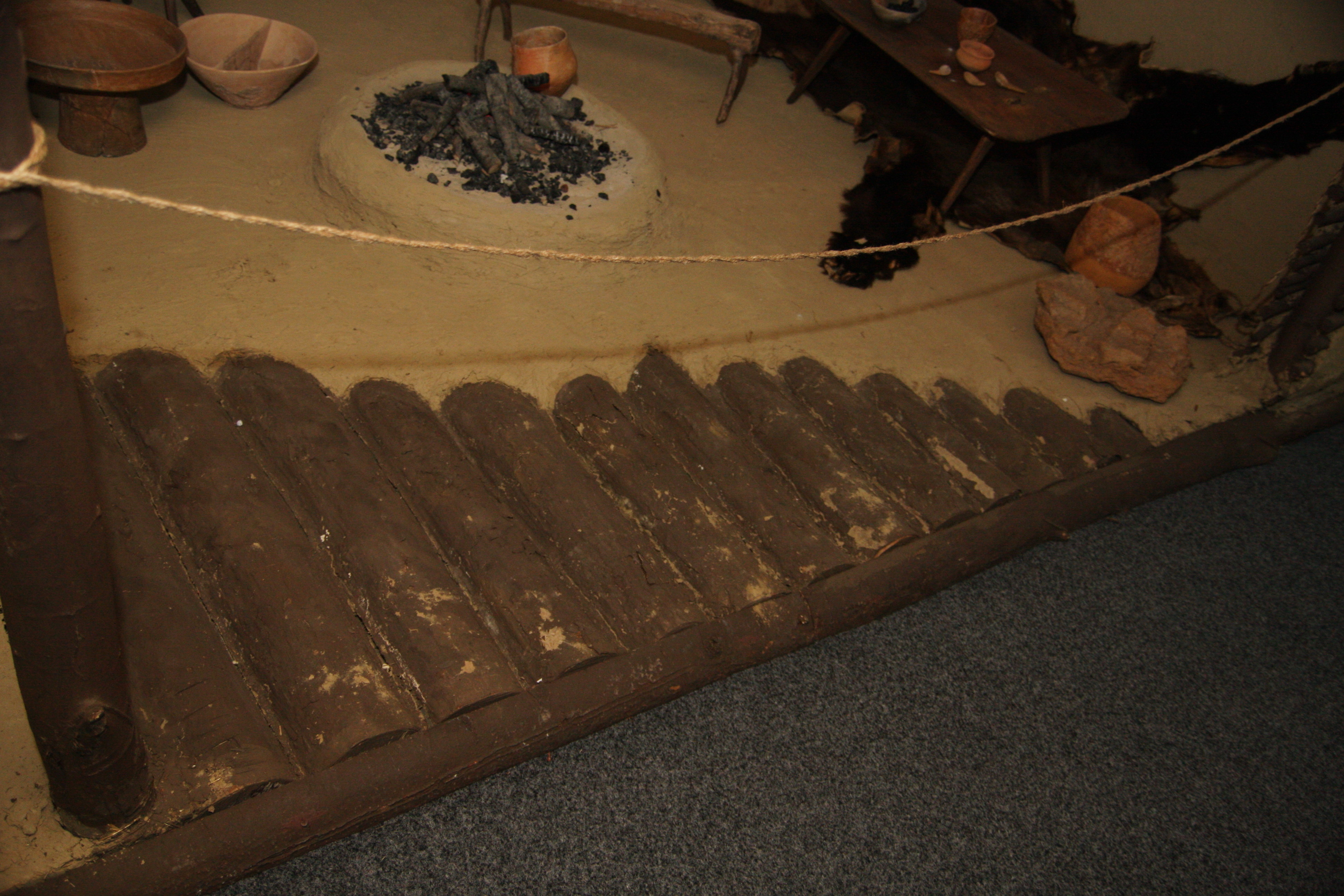
Реконструкція підлоги, на якій зображена дерев’яна підлога, покрита глиною
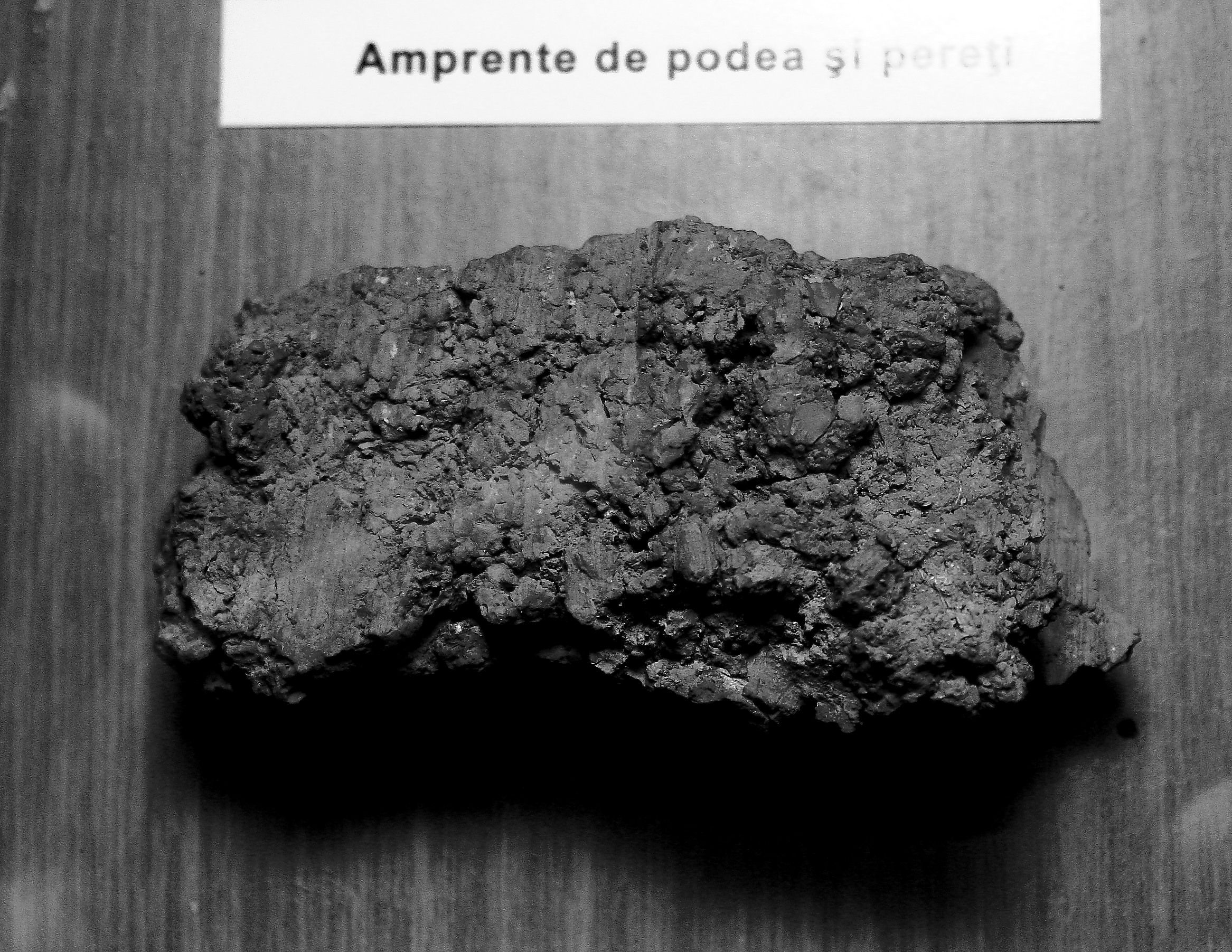
Археологічні відбитки будівельної конструкції в глині
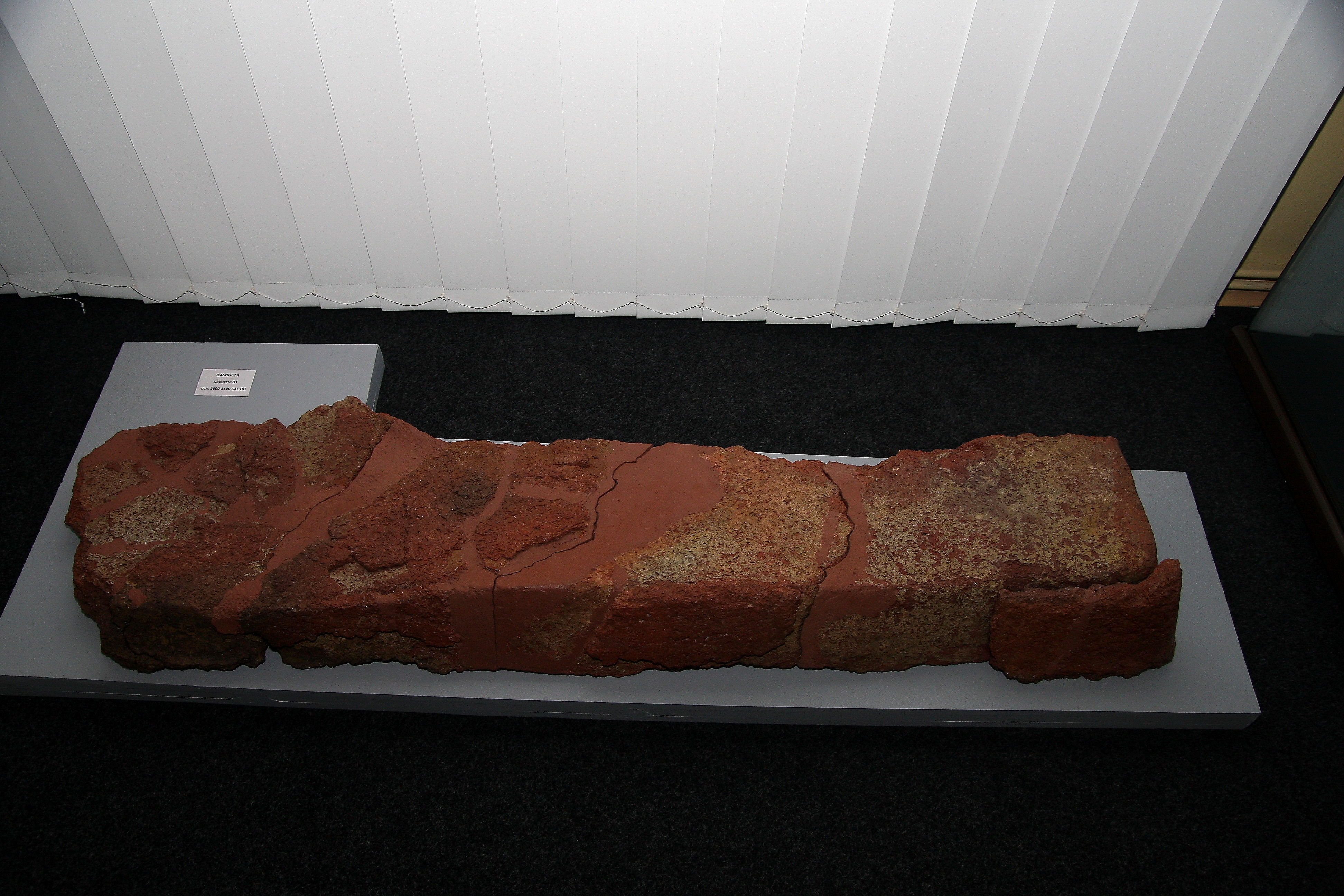
Лава з керамічної кераміки

## Бурдейськи типи житла
Деякі з будинків, знайдених археологами, були земляними будинками в стилі, який румунською мовою називається бордей (рум. bordei) та українською (укр. бурдей ). На відміну від наземних будівель, для яких характерні стіни з прямими кутами і прямокутною формою, бурдеї мали еліптичну форму. Ці будинки, як правило, мали дерев’яну підлогу, яка знаходилася приблизно на 1,5 метрів (4,9 футів) під землею, а дах розташовувався трохи вище рівня землі. Зображення будинків бурдей можна побачити на сторінці Румунської мистецької зони.

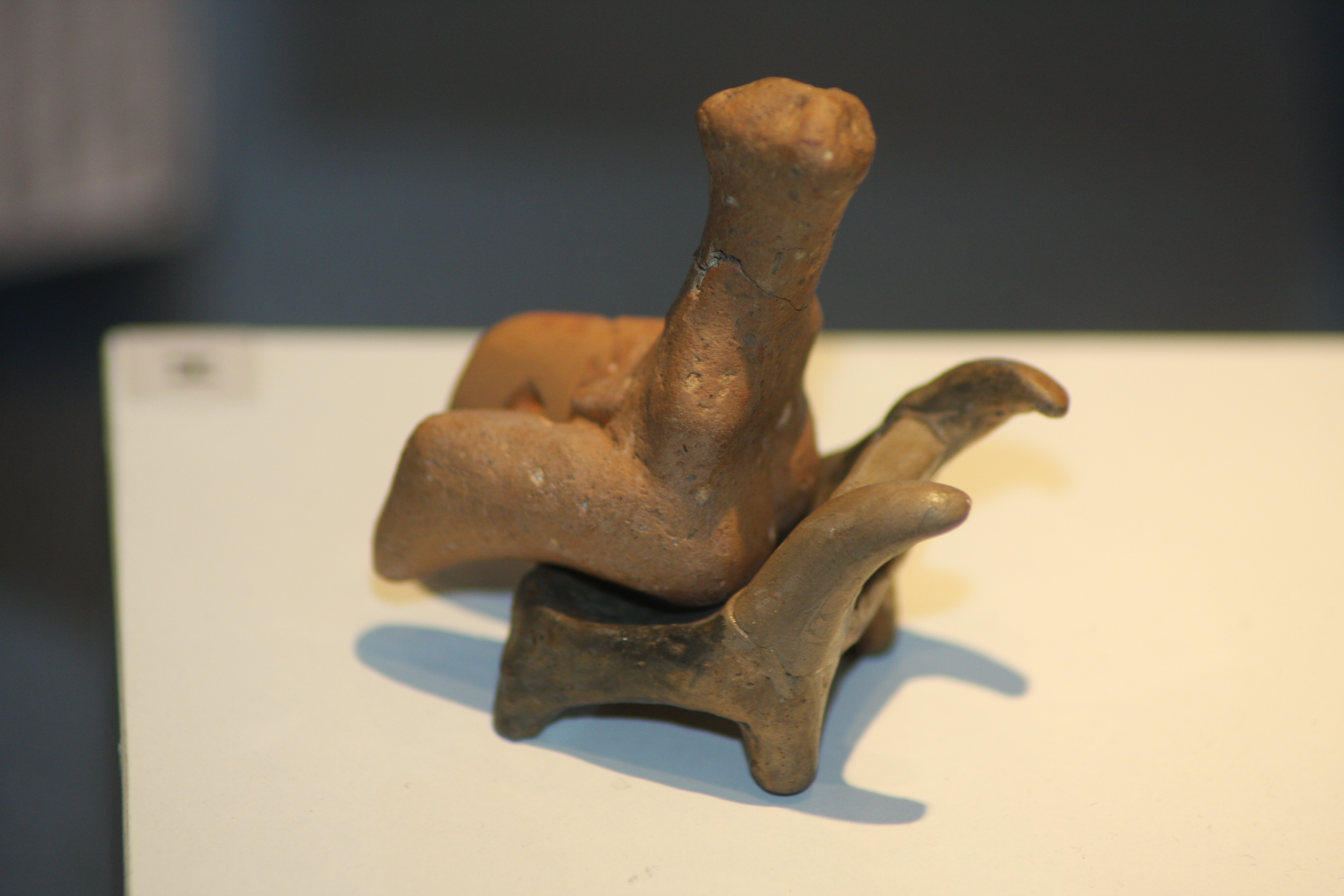
Глиняна модель фігурки в кріслі
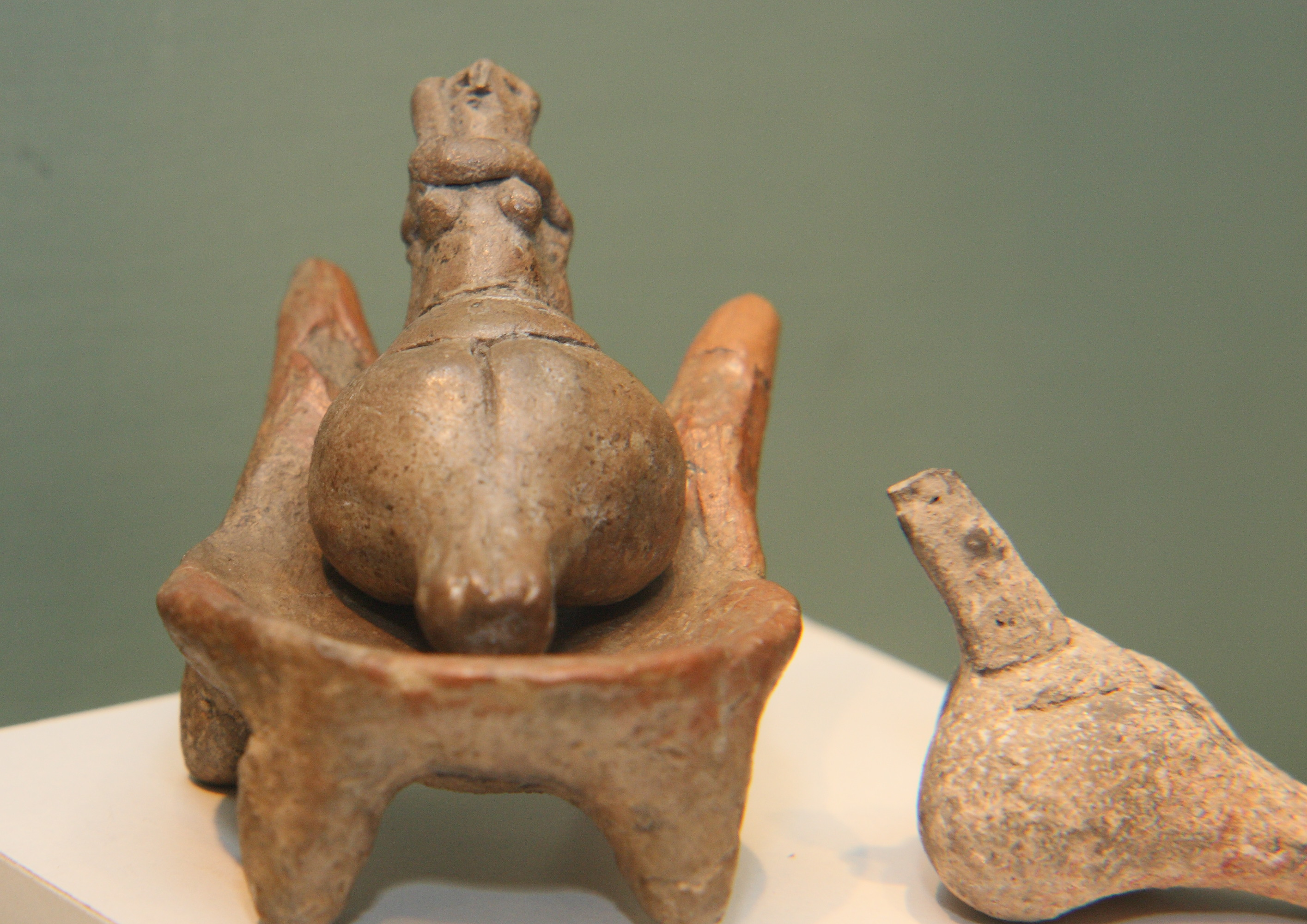
Глиняна богиня Передкукутені і стілець
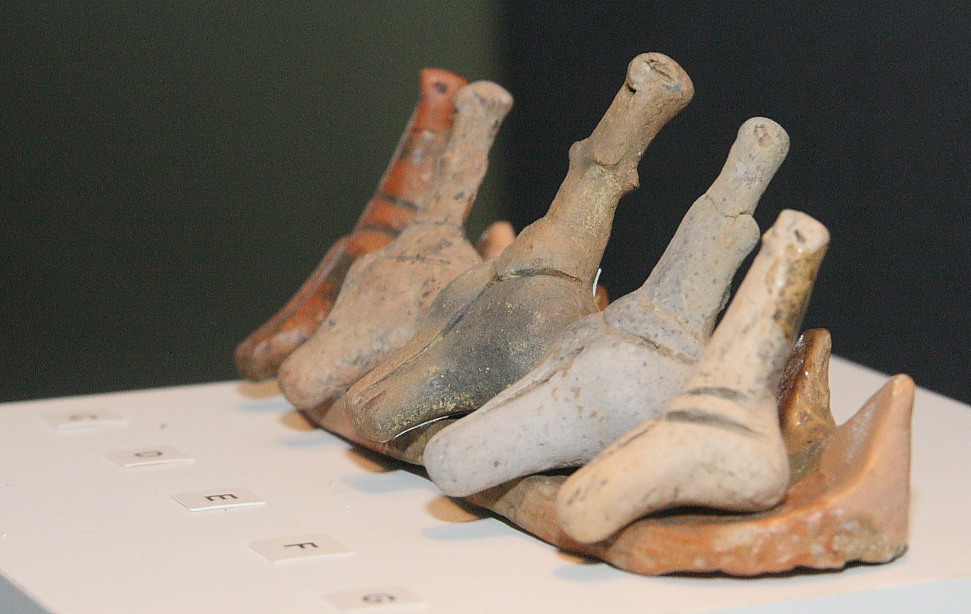
Глиняні моделі, знайдені на стоянці Кукутень-Трипілля, демонструють фігурки, що сидять на дивані, схожому на предмет меблів

## Інтер'єр будинку

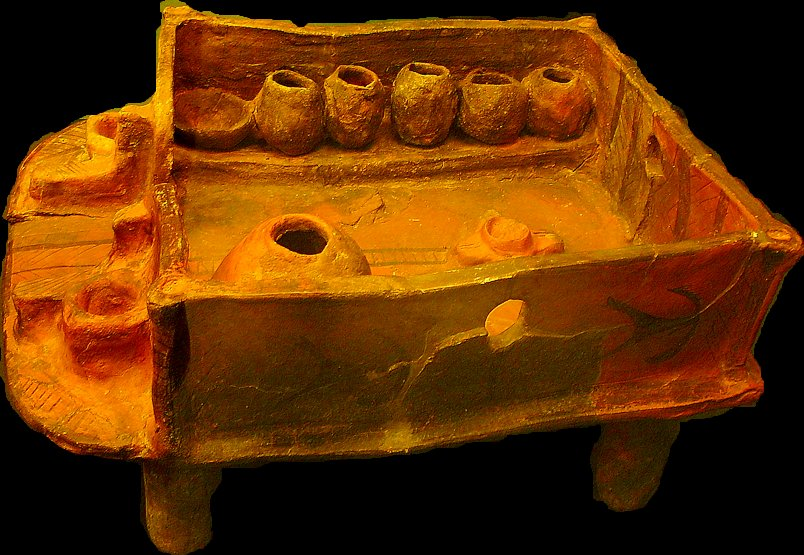
Глиняна модель інтер'єру будинку з двома камінами

Більшість будинків Кукутень-Трипілля були влаштовані таким чином, що вхідні двері розташовувалися навпроти каміна. Біля вогнища ставили великі керамічні ємності для зберігання води та зерна. Інші керамічні ємності, включно з більш цінною розписною керамікою, також розташовувалися біля каміна. Деяка частина тонко розписаної кераміки, якою відома ця культура, використовувалася для зберігання одягу, але більша частина, схоже, використовувалася в ритуалах.
Кількість камінів, знайдених у кожному будинку, варіювалася від одного (що було найпоширенішим) до кількох, або навіть жодного. Кожен із камінів, знайдених у будинках, де було більше одного, мав своє особливе використання, наприклад один для приготування їжі, інший для випалювання кераміки тощо. Більшість камінів Кукутень-Трипілля являли собою тип відкритого вогнища і зазвичай будувалися на підлозі шляхом укладання шару глини, змішаної з розбитими глиняними черепками, а потім покривалися гладкою поверхнею, обмазаною глиною та оштукатуреною.
В регіоні поширення культури Кукутень-Трипілля вологий континентальний клімат, тому деревина тут погано зберігається. Але припускається, що широко використовувалися дерев'яні меблі. Деякі з багатьох мініатюрних глиняних фігурок, знайдених на стоянках Кукутень-Трипілля розміщували сидячи або лежачи на різних предметах меблів, деякі з яких нагадували дивани, крісла чи навіть печі. Також є деякі свідчення того, що меблі вбудовували в структуру стін будинків за допомогою плетених гілок, покритих глиною.